# Necroturismo

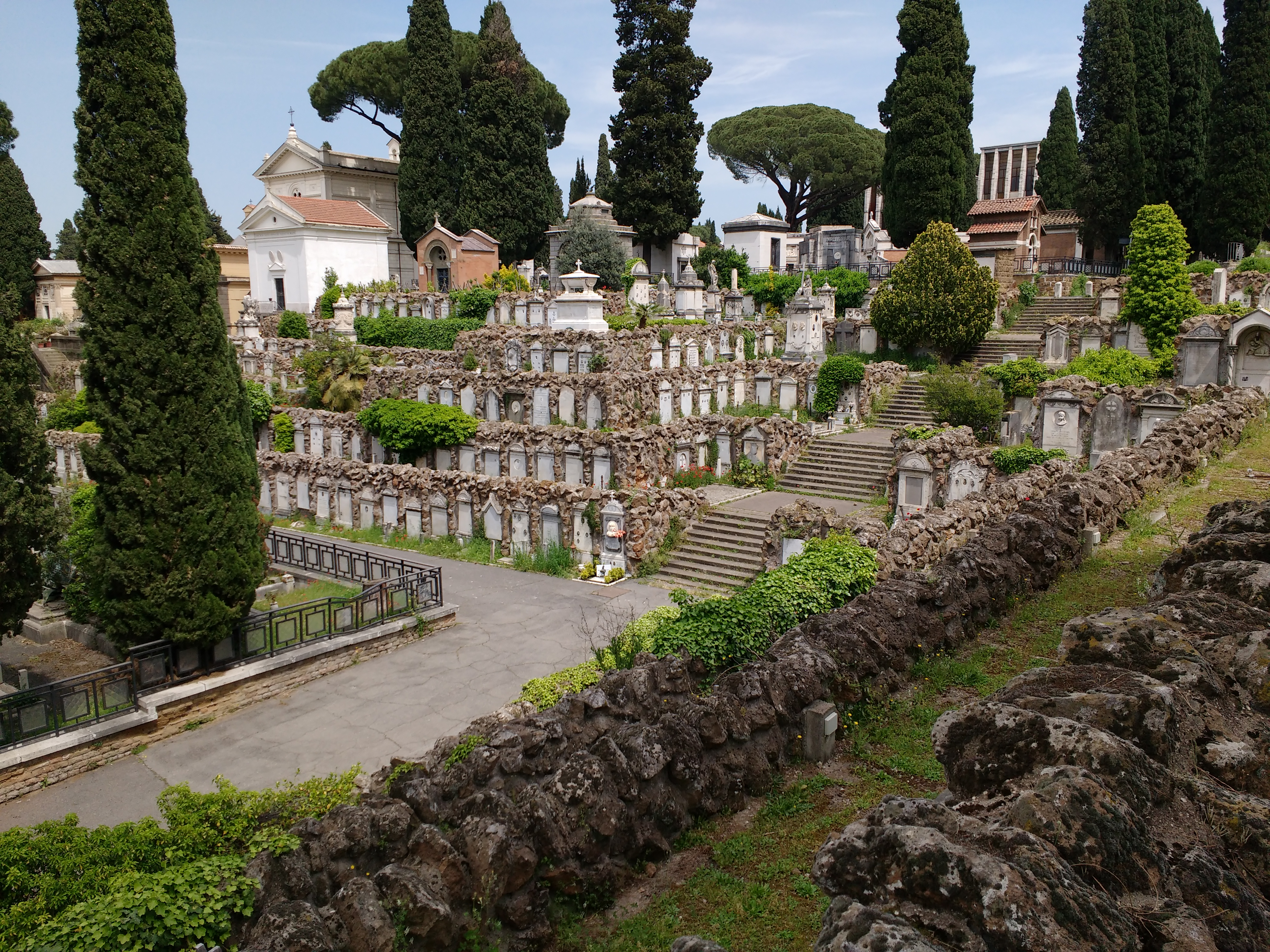
Cementerio comunal monumental Campo Verano, en Roma.

Se conoce como necroturismo, turismo de cementerios o turismo funerario a la actividad turística que se realiza en cementerios, camposantos, panteones, necrópolis, catacumbas, criptas en catedrales, etc. El visitante es atraído por el valor histórico, estético y biográfico que el conjunto patrimonial del lugar contiene, tanto material (sus obras arquitectónicas y escultóricas) como inmaterial (aspectos historiográficos, antropológicos, prácticas funerarias) así como por las personalidades que allí yacen.
El turismo a través de su rama denominada necroturismo, misma que se encuentra adscrito al turismo cultural, propone enriquecer la oferta turística de un destino que más allá de ser llevado a cabo por cuestiones de tabú o morbo, resulta una experiencia enriquecedora hacia quienes lo realizan pues quienes lo llevan a cabo comprenden más sobre lo efímero de la vida.

### Ejemplos de actividades en el turismo
- Visitar monumentos funerarios famosos.
- Explorar cementerios históricos.
- Conocer tumbas de personajes ilustres.
- Participar en visitas guiadas a lugares de enterramiento.
- Descubrir panteones de diferentes épocas.
- Visitar mausoleos de grandes líderes.
- Conocer tumbas de religiosos venerados.
- Recorrer cementerios militares.
- Explorar criptas subterráneas.
- Conocer sepulturas de personalidades de la cultura y el arte.

### Características del necroturismo
- Sensación de misterio: Esta actividad ofrece una sensación de misterio y ocultismo, la cual está asociada con lugares que abrigan algo relacionado con la muerte, lo que puede atraer a los turistas a participar en ella.
- Curiosidad morbosa: En algunos casos, dentro del necroturismo existe una atracción morbosa hacia todo lo relacionado con la muerte que impulsa el interés de ciertos turistas de visitar lugares y conocer eventos relacionados con la muerte.
- Sentimiento de conexión: Algunos turistas pueden contemplar esta actividad como una forma de conectar con los antepasados.
- Forma única de viajar: El turismo funerario ofrece nuevas perspectivas para el turismo, con la posibilidad de visitar lugares a menudo poco buscados pero de gran valor cultural.
- Emocionalmente profundo: El turismo de cementerios puede ofrecer una experiencia emocional profunda por la conexión que se siente con el pasado y por la contemplación de la muerte como tema.
- Reflexión sobre la vida y la muerte: Esta tipología turística invita a la reflexión sobre el significado de la vida y la muerte desde una perspectiva única.
- Honra hacia los difuntos: Además, es una forma de honrar y respetar a los difuntos, y puede ser una forma de mantener viva su memoria.

## Lugares para hacer necroturismo
- Cementerio de Montparnasse en París, Francia:[5] Conocido por albergar las tumbas de muchas personalidades como Samuel Beckett, Jean-Paul Sartre y Simone de Beauvoir.
- Shinto Reisai en Tokio, Japón: Un festival anual en el Santuario Meiji Jingu que honra a los muertos.
- Lago Ness en Escocia: Se cree que el lago místico es el hogar del legendario monstruo del lago Ness, quien supuestamente pide sacrificios humanos.
- El Día de los Muertos en México: Una festividad anual en la que se honra a los seres queridos fallecidos con altares y ofrendas.
- El Cementerio de Hollywood en Los Ángeles, Estados Unidos: Sede de la tumba de muchas celebridades, incluyendo a Marilyn Monroe.
- Memorial del 11 de septiembre en Nueva York, Estados Unidos: Un monumento emocional en homenaje a las víctimas del atentado del 11 de septiembre en el World Trade Center. El monumento conmemorativo incluye 2 enormes fuentes, 2 lagunas reflectantes y los nombres de más de 3.000 víctimas del ataque.

## Generalidades

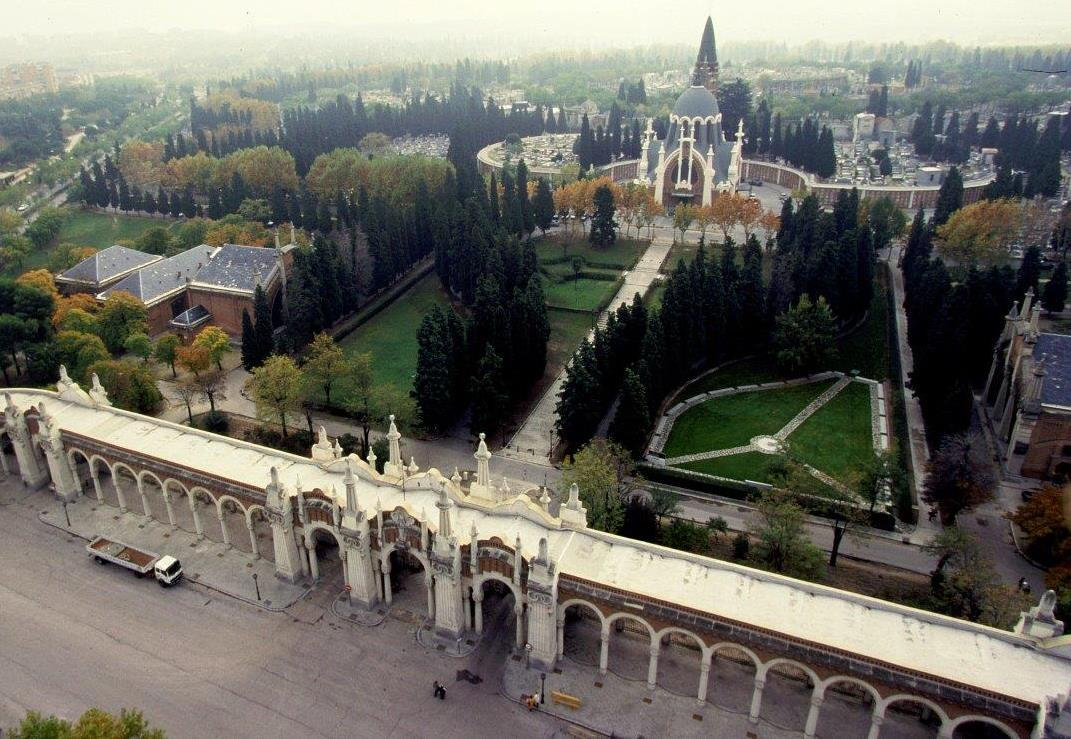
Cementerio de la Almudena, en Madrid.

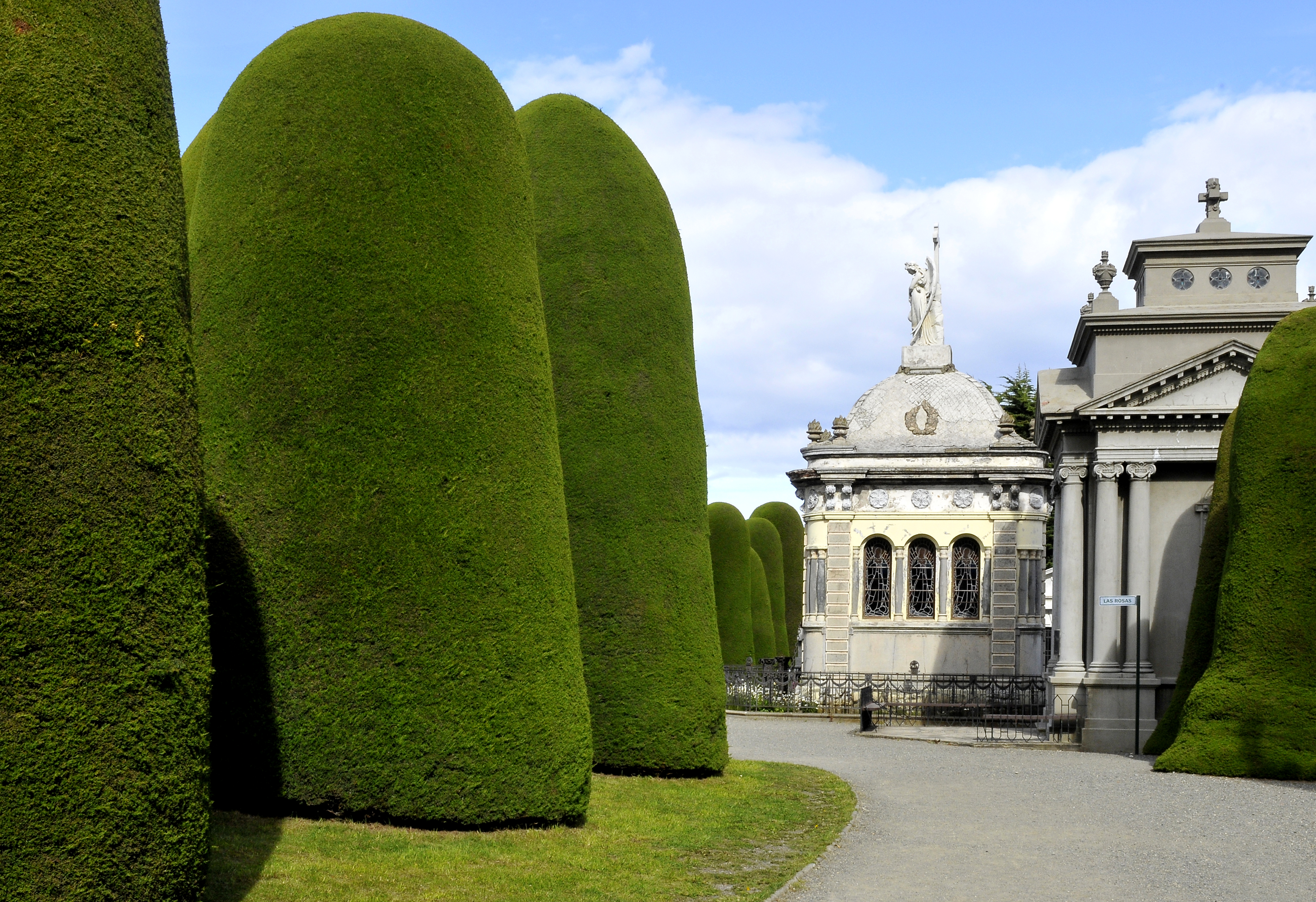
Cementerio Municipal de Punta Arenas, Chile.

El necroturismo tiene cierta relación con el denominado “turismo oscuro”, el cual se centra en la visita de lugares que han sido testigo de magnicidios, asesinatos masivos, sufrimientos extremos, trágicos accidentes o zonas que han padecido catástrofes en el pasado, práctica a la que algunos califican como morbosa. No obstante, en el necroturismo la visita se realiza a lugares que no han tenido acontecimientos infaustos y las motivaciones e intereses distan notoriamente. La propia existencia del necroturismo obedece a una paulatina disminución de la vinculación con la religiosidad de los cementerios, acompañado por un cambio en los significados de estos ámbitos y de la muerte en sí, lo que permite su inserción como un concepto mercantil, incorporándolo a un modelo turístico que se diversifica y evoluciona hacia la adhesión de nuevas tendencias, motivado por los nuevos requerimientos de la demanda, adaptándose así a los diversos perfiles turísticos. En la tipología del necroturismo el interés del visitante se relaciona a todo o parte de lo concerniente con los lugares que constituyen el destino final de las inhumaciones de cadáveres, pudiendo —o no— ser el motivo convocante quienes estén allí alojados. Es un tipo de turismo alternativo, diferente al turismo tradicional o de masas, aunque en casos relevantes suele ser un complemento de este. Los organismos de promoción turística están revalorizando el necroturismo, con el objeto de atraer o retener por más tiempo a los viajeros, promocionando la visita a cementerios, favoreciendo su puesta en valor, mejorando sus instalaciones, servicios, etc. España, por ejemplo, creó la: “Ruta de Cementerios Singulares de España”, la que a su vez se integra con la “Ruta Europea de Cementerios”. No necesariamente forma parte del turismo urbano, ya que son frecuentes los recorridos en cementeros ubicados en espacios naturales o rurales. Los cementerios forman parte del patrimonio cultural de una población, por lo que estos museos al aire libre son un gran atractivo para visitar, ya que reflejan las vicisitudes históricas y culturales de una sociedad, las distintas tendencias artísticas y arquitectónicas, los usos y costumbres relacionadas con la muerte, sus valorizaciones, devociones, creencias, las diferentes ideologías y cultos, etc. Sin embargo, todavía existe una parte de la población que muestra rechazo a visitar turísticamente cementerios o que estos puedan ser atracciones turísticas, en razón de la perpetuación de tabúes y supersticiones relacionadas con la muerte.
Las emociones que inundan a las personas que realizan esta actividad se describen como melancolía, seriedad, tristeza, nostalgia, pues los protagonistas del necroturismo no se encuentran vivos, pues sus vidas se han acabado, por lo que solo se puede saber de ellos a través de su última morada.

## Historia del necroturismo: orígenes y evolución[16]
Aunque lo parezca, en realidad el necroturismo no es un fenómeno reciente. Sus orígenes provienen de muy lejos en el tiempo, cuando las personas visitaban tumbas y mausoleos para rendir homenaje a sus seres queridos, pero también a figuras importantes de la historia.
- En la época victoriana, las visitas a cementerios se convirtieron en una actividad popular en Europa, especialmente en el Reino Unido, donde lugares como el Cementerio de Highgate, al norte de Londres, se convirtieron en núcleos de peregrinaje.
- En el siglo XIX, el auge del Romanticismo despertó el interés en los cementerios para visitar, ya que se les consideró lugares de contemplación y belleza. Ya por entonces, los turistas empezaron a explorar cementerios históricos por su valor arquitectónico y artístico, pero también por la posibilidad que ofrecían de poder conectarse con el pasado y comprender mejor las culturas locales.
- A día de hoy, muchos años más tarde, el necroturismo continúa atrayendo a viajeros que buscan experiencias auténticas y enriquecedoras, lejos de las rutas turísticas convencionales y, por tanto, también de las masificaciones.

Además de ser lugares de calma, descanso y homenaje, los cementerios para visitar son portales que permiten viajar atrás en el tiempo, disfrutar del arte y la cultura, y que ofrecen una forma única de explorar y comprender el mundo en el que vivimos.

## Variantes
Dentro del necroturismo se encuentran ciertas variantes, las que están especializadas en relación con sus grupos de interés. Entre los distintos focos de atención en que puede centrarse el necroturismo, están representados:
- Los lugares donde yacen personajes relevantes. Entre estos suelen ser preponderantes las personalidades históricas, militares, políticos, personajes famosos del mundo del espectáculo (actores, músicos, cantantes), del deporte, de la literatura, de la ciencia, etc.[18]
- El valor urbanístico y la arquitectura general de los cementerios, incluyendo sus entradas, pórticos, capillas, crematorios, espacios cinerarios, etc., siendo referentes para el conocimiento de los patrones estéticos, materiales y las técnicas de construcción imperantes en cada época.[19][20] Un ejemplo es el interés que han despertado los cementerios diseñados por el arquitecto Francisco Salamone.[21][22]
- Las esculturas y otras representaciones artísticas que decoran áreas parquizadas y, en especial, los sitios de sepultura, así como el diseño de las construcciones funerarias (cenotafios, féretros, sarcófagos, nichos, mausoleos, panteones, criptas, etc.), siendo reflejos de la evolución estilística y artística.[23][24]
- El valor representativo del conjunto de los que allí yacen. En este caso sobresalen los cementerios que acogen a los fallecidos en una determinada guerra o serie de guerras. Un ejemplo emblemático son las visitas al cementerio militar estadounidense de Arlington.[25]
- La visita en relación con la identidad religiosa, nacional o profesional del cementerio por parte de pares o interesados. Son ejemplos de los primeros los cementerios católicos, protestantes, ortodoxos, anglicanos o judíos;[26] de los segundos los cementerios británicos y alemanes esparcidos en todo el mundo y de los terceros los cementerios militares o de los cuerpos eclesiásticos.
- La naturaleza en cementerios. En determinados casos, algunos cementerios destacan por su naturaleza silvestre, en razón de ser ambientes amplios, tranquilos, seguros y forestados. Este es el caso del Cementerio de Highgate, en Londres.[27] Otros se distinguen por sus plantas cultivadas, ya que, dada la antigüedad de estos lugares, se conservan ejemplares notables, de grandes dimensiones o son el resultado de laboriosos cuidados, lo que otorga un valor relevante per se. Un ejemplo son los enormes cipreses del cementerio chileno de Punta Arenas.[28]
- La historia de los propios camposantos.[29]

Cada cementerio diseña distintos recorridos para que el visitante pueda conocer el patrimonio amparado, con paradas o estaciones en los puntos más destacados.